# THX
THX Ltd. er et firma stiftet af George Lucas, der skal sikre standarden for lyd, billede og komfort i biografer. Firmaet blev stiftet fordi George var utilfreds med kvaliteten af biografernes udstyr, da hans Star Wars-film skulle fremvises.
Hvis en biograf godkendes af THX, får den et THX-certifikat.